# Vrnčani (Gornji Milanovac)
Vrnčani (em cirílico: Врнчани) é uma vila da Sérvia localizada no município de Gornji Milanovac, pertencente ao distrito de Moravica, na região de Šumadija. A sua população era de 331 habitantes segundo o censo de 2011.

## Demografia
| 1948 | 1953 | 1961 | 1971 | 1981 | 1991 | 2002 | 2011 |
| ---- | ---- | ---- | ---- | ---- | ---- | ---- | ---- |
| 864  | 850  | 736  | 637  | 586  | 484  | 383  | 331  |